# Schubertia kefersteinii
Schubertia kefersteinii är en oleanderväxtart som beskrevs av Diederich Franz Leonhard von Schlechtendal. Schubertia kefersteinii ingår i släktet Schubertia och familjen oleanderväxter. Inga underarter finns listade i Catalogue of Life.